# Cynoglossum velebeticum
Cynoglossum velebeticum là loài thực vật có hoa trong họ Mồ hôi. Loài này được K.Malý mô tả khoa học đầu tiên năm 1904.